# Verkehrsgesellschaft Bregtal
Die Verkehrsgesellschaft Bregtal mbH (VGB) ist der Betreiber des regionalen Stadtverkehrs in Donaueschingen und in Bräunlingen.
Die VGB ist Mitglied im Verkehrsverbund Schwarzwald-Baar.

## Linienübersicht
- Linie 90: Stadtverkehr Donaueschingen: Bahnhof – Stadtmitte – Äußere Röte – Bahnhof
- Linie 91: Stadtverkehr Donaueschingen: Bahnhof – Rathaus – Kreisklinikum – Siedlung – Amtsgericht – Bahnhof
- Linie 92: Stadtverkehr Donaueschingen: Bahnhof – Talstraße – Haydn-Str. – Berufliche Schulen – Bahnhof
- Linie 95: Bräunlingen – Bruggen – Wolterdingen
- Linie 96: Stadtverkehr Bräunlingen
- Linie 98: Bräunlingen – Waldhausen – Unterbränd – Mistelbrunn – Hubertshofen